# 海景嘉福酒店
海景嘉福酒店，或稱海景嘉福洲際酒店，為香港一間甲級高價酒店，由洲際酒店及度假村管理，屬洲際酒店集團成員酒店。酒店位於九龍尖沙咀東部麼地道，鄰近千禧新世界香港酒店(原稱香港日航酒店)、香港星光大道、尖沙咀海濱花園等，於1981年落成啟用。

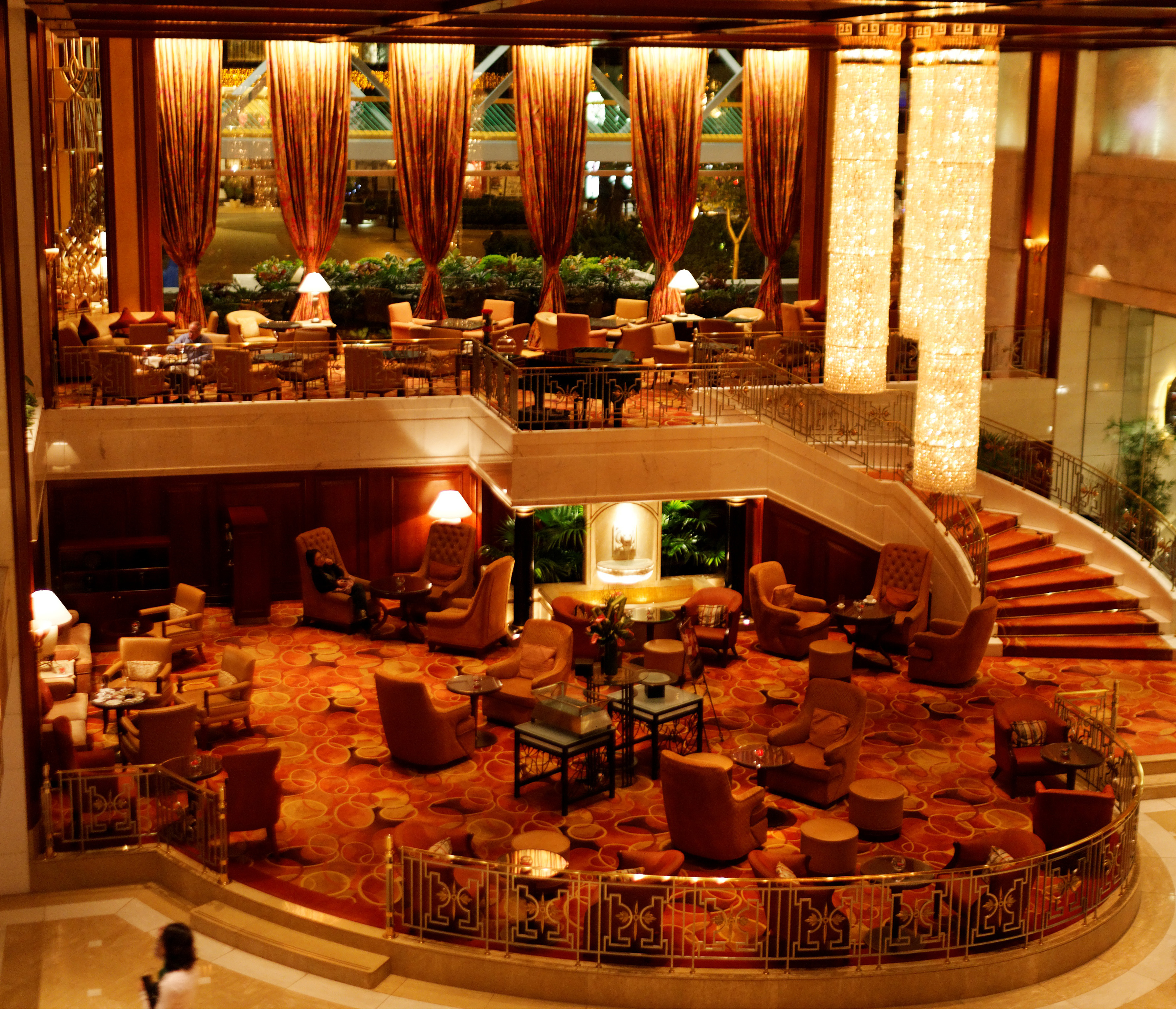
海景嘉福酒店大堂

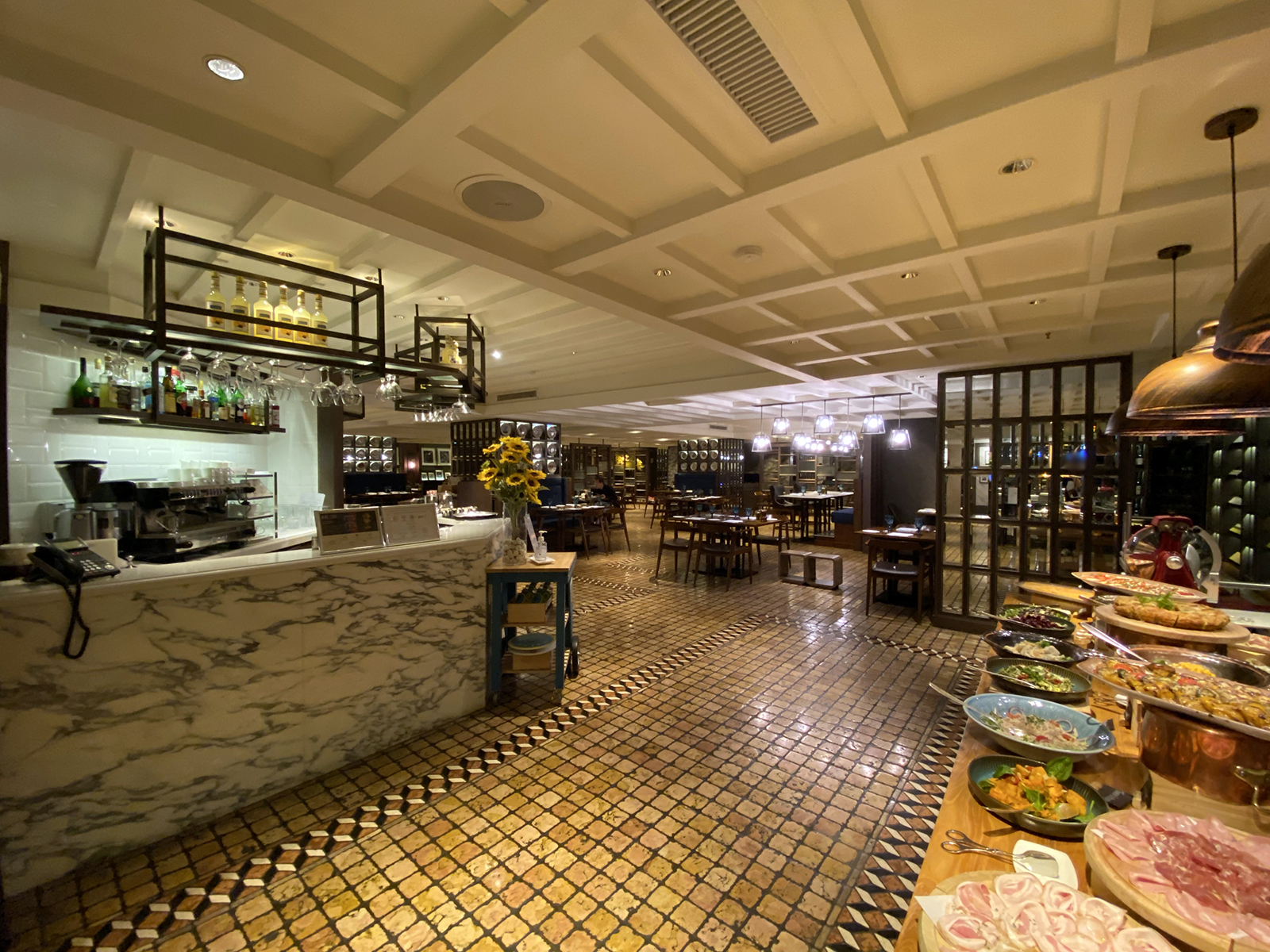
B2層意大利餐廳Theo Mistral by Theo Randall

海景嘉福酒店原稱海景假日酒店（英語：Holiday Inn Harbour View），由呂志和牽頭的嘉華石業發展。1979年尖東仍是人跡罕至的新發展區，發展潛力並不高，而當時香港尚未出現經營管理國際級星級酒店的人才。雖然當年呂志和的發展計劃引來同行非議，但他卻以6,800萬港元投得尖東海傍地段，斥資三億港元興建酒店，且負責監管整個發展過程，期間他把西方酒店特許經營管理制度傳入香港，批出管理權給假日酒店（後售給洲際酒店集團），並引入德國的酒店管理專才負責酒店的初期運作。酒店於2002年進行外牆及內部翻新，並升級至同屬洲際酒店集團的洲際（InterContinental）品牌管理和經營。
海景嘉福酒店提供572間舒適客房及套房，為商務及消閒旅客提供專業的服務，鄰近亦連接很多主要交通工具，如天星小輪、港鐵等。
海景嘉福酒店為幻彩詠香江參與匯演建築物之一。

## 意外
- 2002年12月9日，當時正在裝修的海景嘉福酒店發生嚴重塌棚工業意外。搭建在酒店天井的巨型竹棚，疑因盛載量超負荷，突然倒塌，造成1死16傷慘劇。[2][3]

## 軼事
- 2024年8月巴黎奧運中國國家隊代表團訪港，參加大匯演及示範活動，期間代表團入住海景嘉福酒店。
- 奧運精英匯香江：2004年和2008年奧運中國金牌運動員訪港時都是嘉華集團主席呂志和贊助免費入住海景嘉福酒店[4]。
- 2020年9月，酒店於2019冠狀病毒病期間推出住宿套餐優惠，多個窗戶都掛上字母的慶祝氣球，主要以「HAPPY BIRTHDAY」為主，有網友笑稱此為「Staycation（宅度假）經濟圈」。[5]

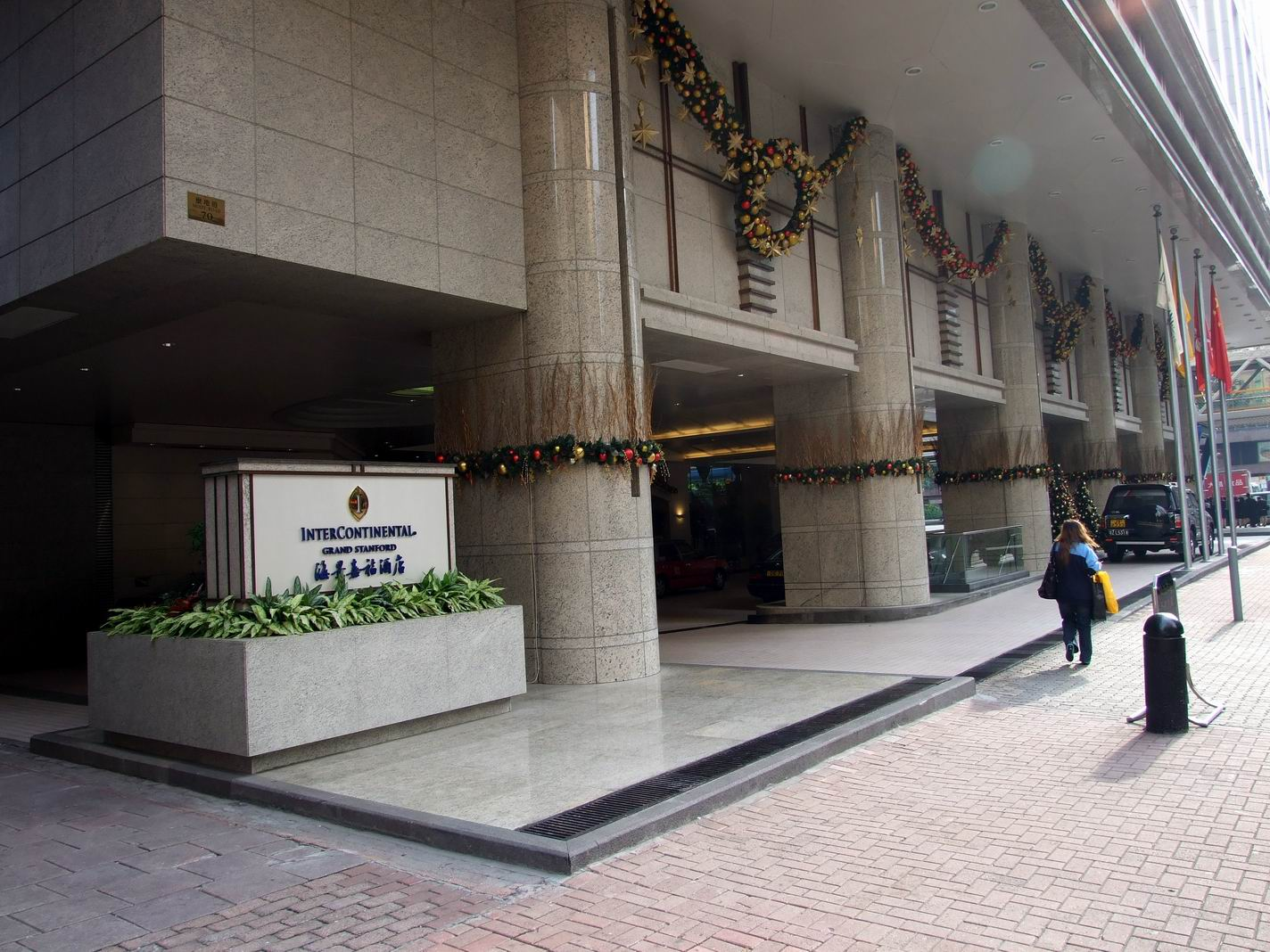
酒店正門入口
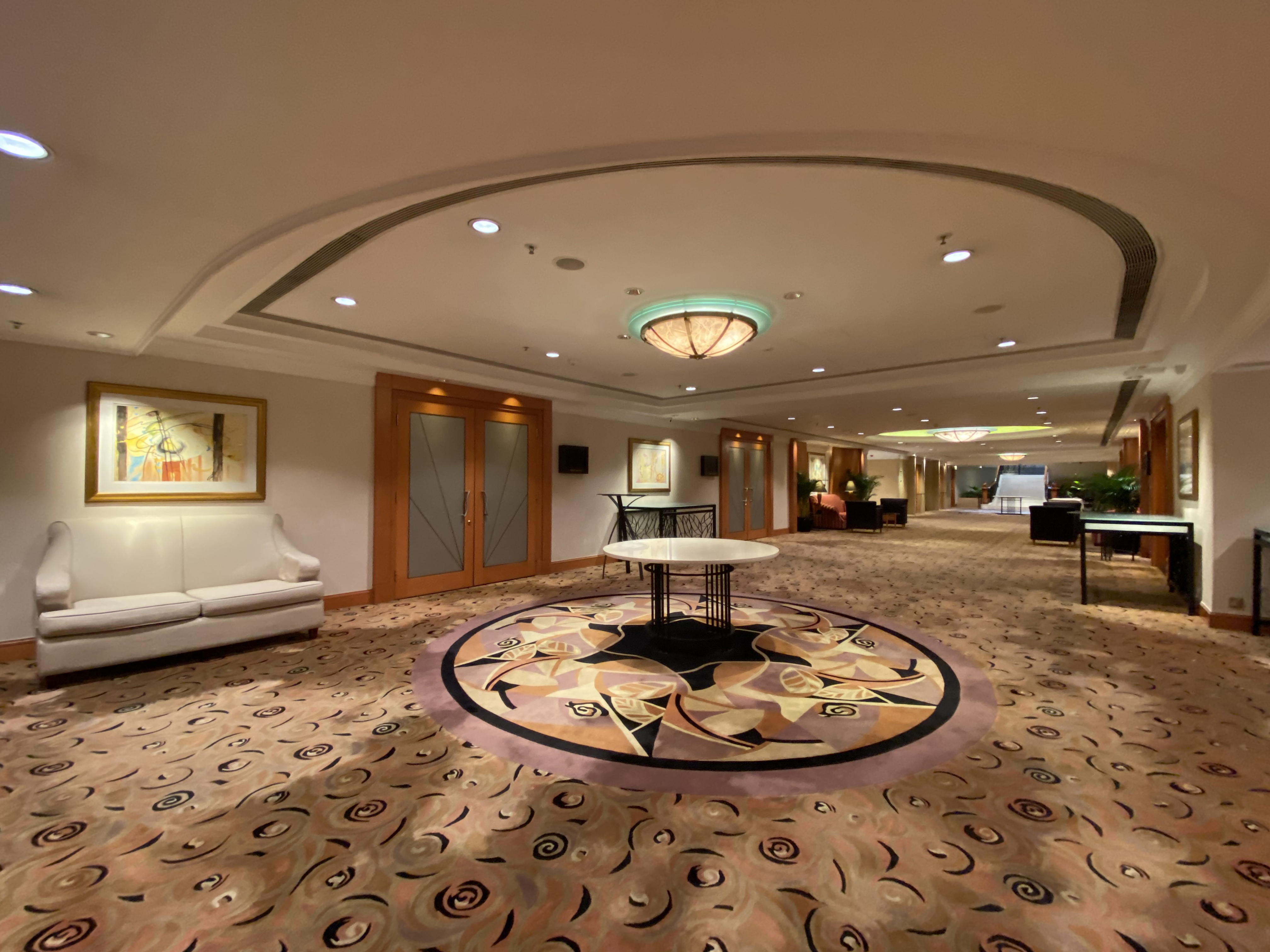
B1層宴會廳大堂
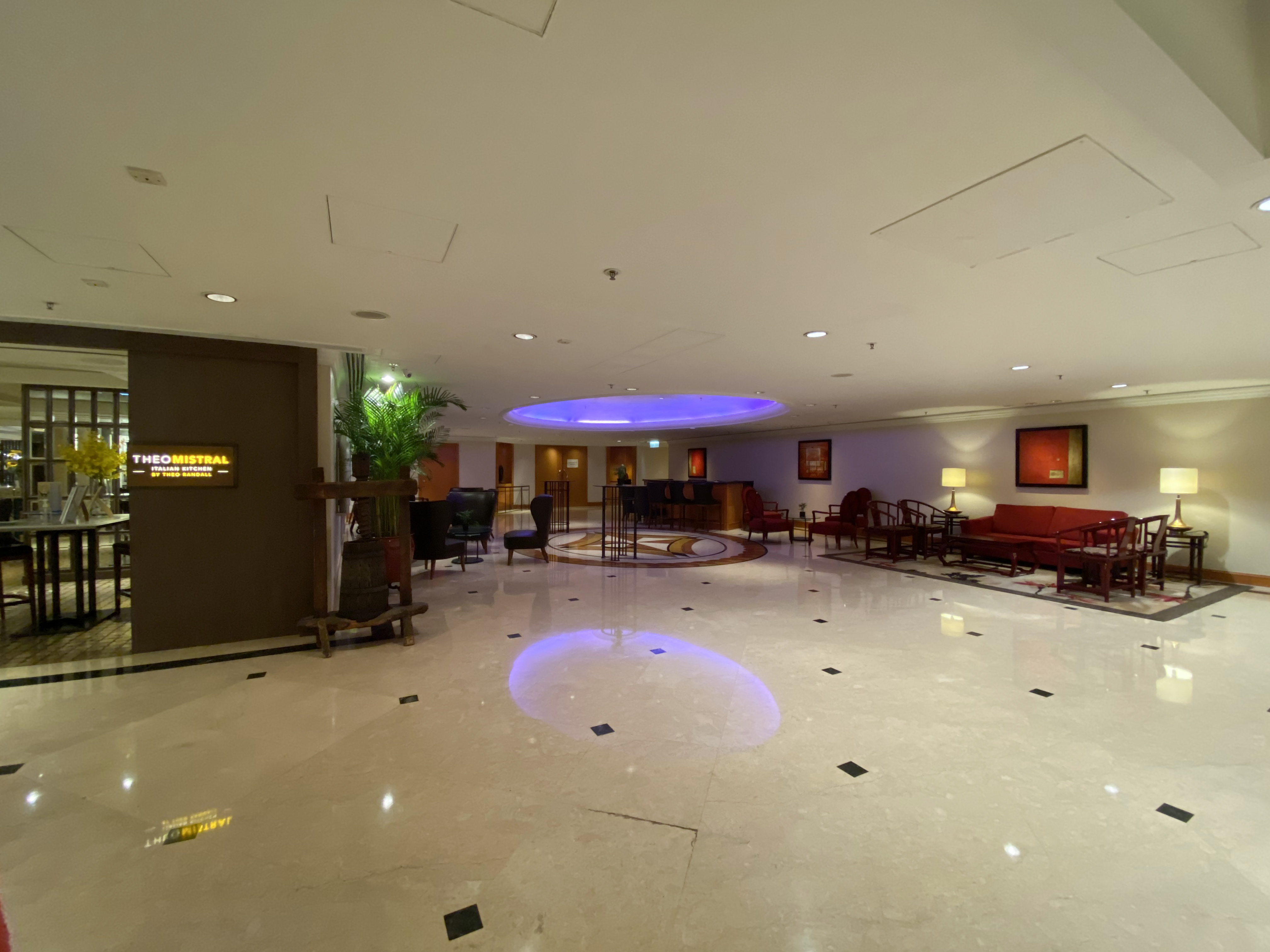
B2層
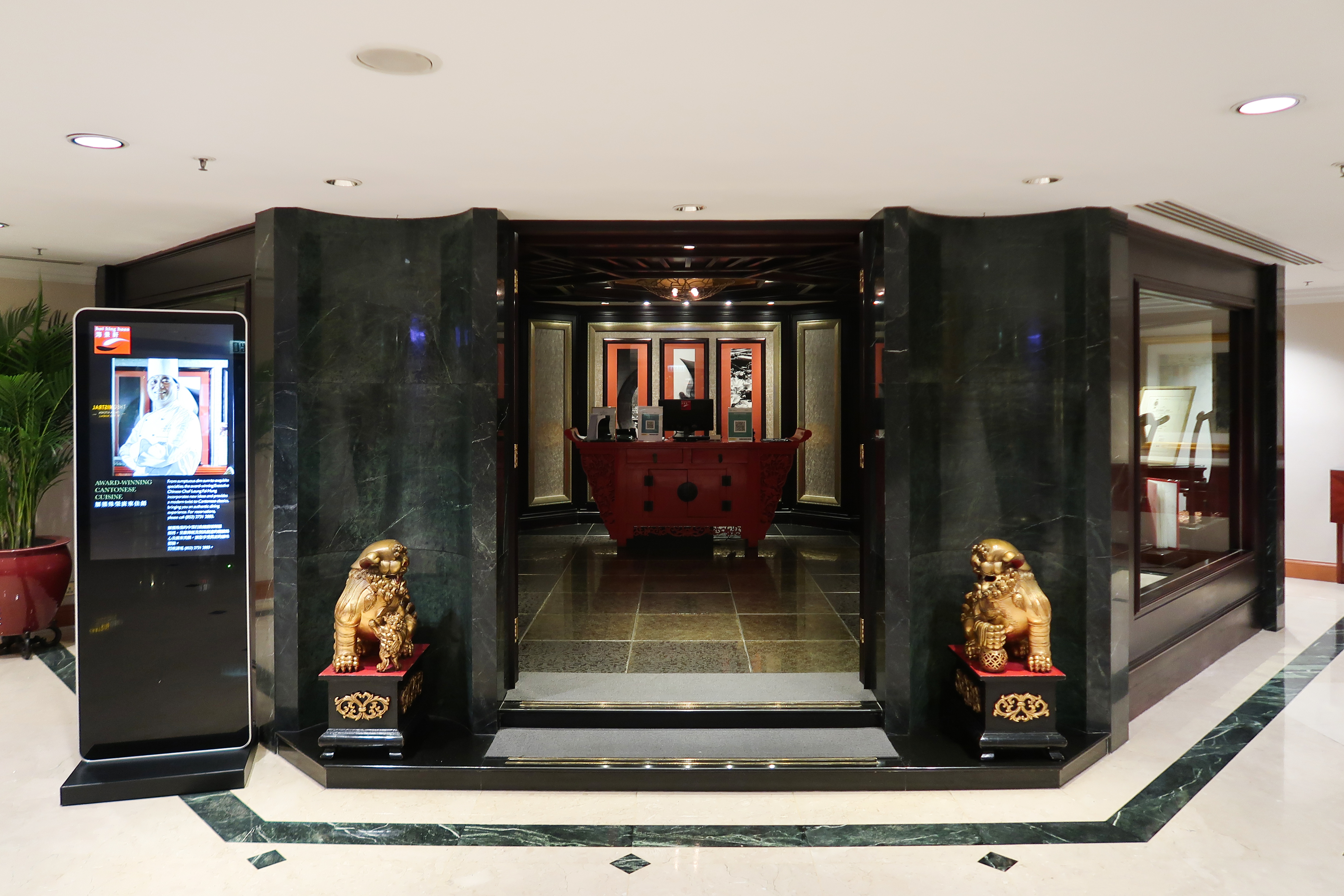
B2層粵菜餐廳“海景軒”
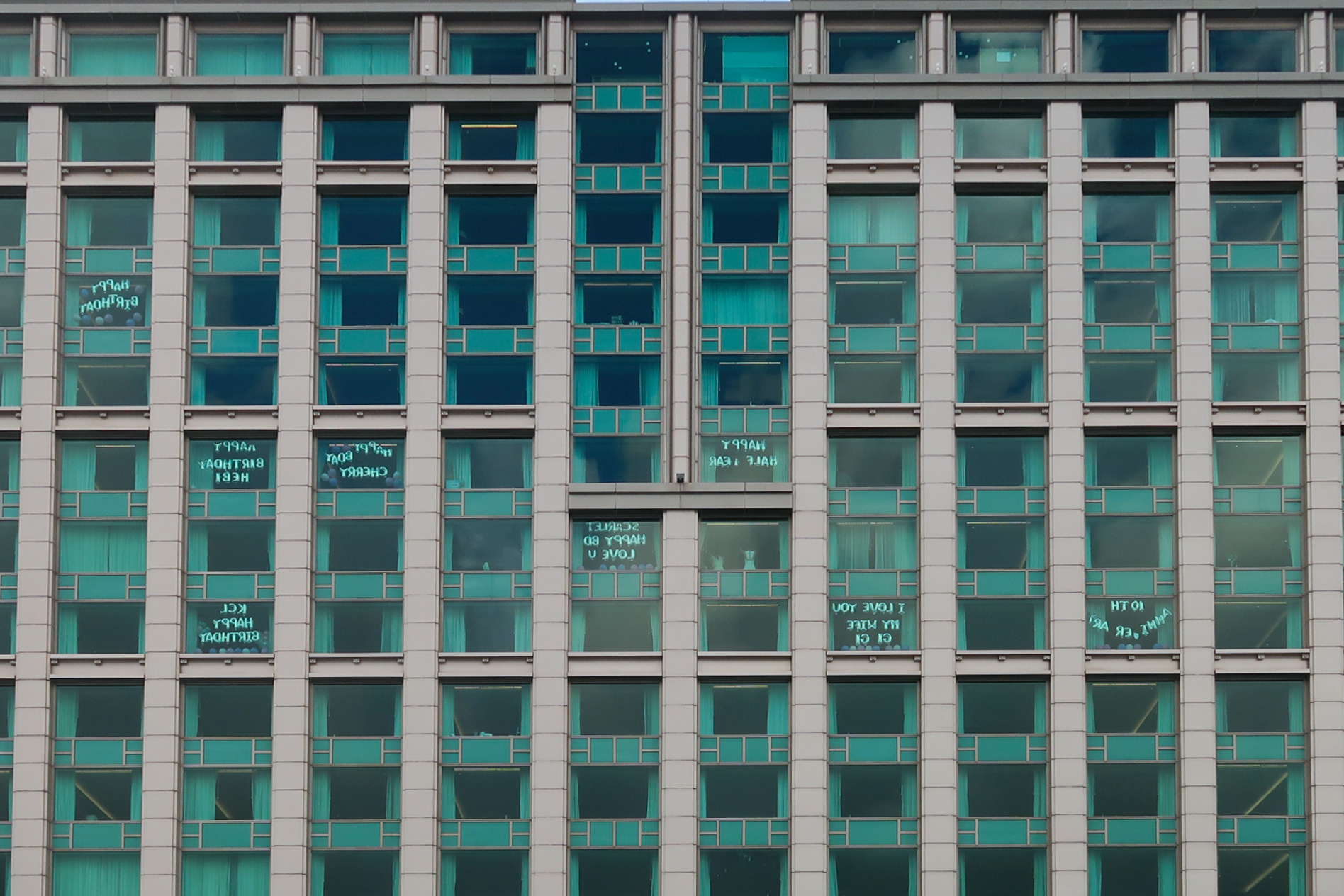
2020年9月，酒店於2019冠狀病毒病期間推出住宿套餐優惠，多個窗戶都掛上「HAPPY BIRTHDAY」字母的慶祝氣球

## 餐廳
- Tiffany's New York Bar（酒吧）
- Theo Mistral by Theo Randall（意大利菜）
- 海景軒（中菜）
- Tea Terrace
- 海景咖啡廊

## 外部連結
- 海景嘉福酒店官方網站（页面存档备份，存于）